# Wera Jewgenjewna Selinskaja

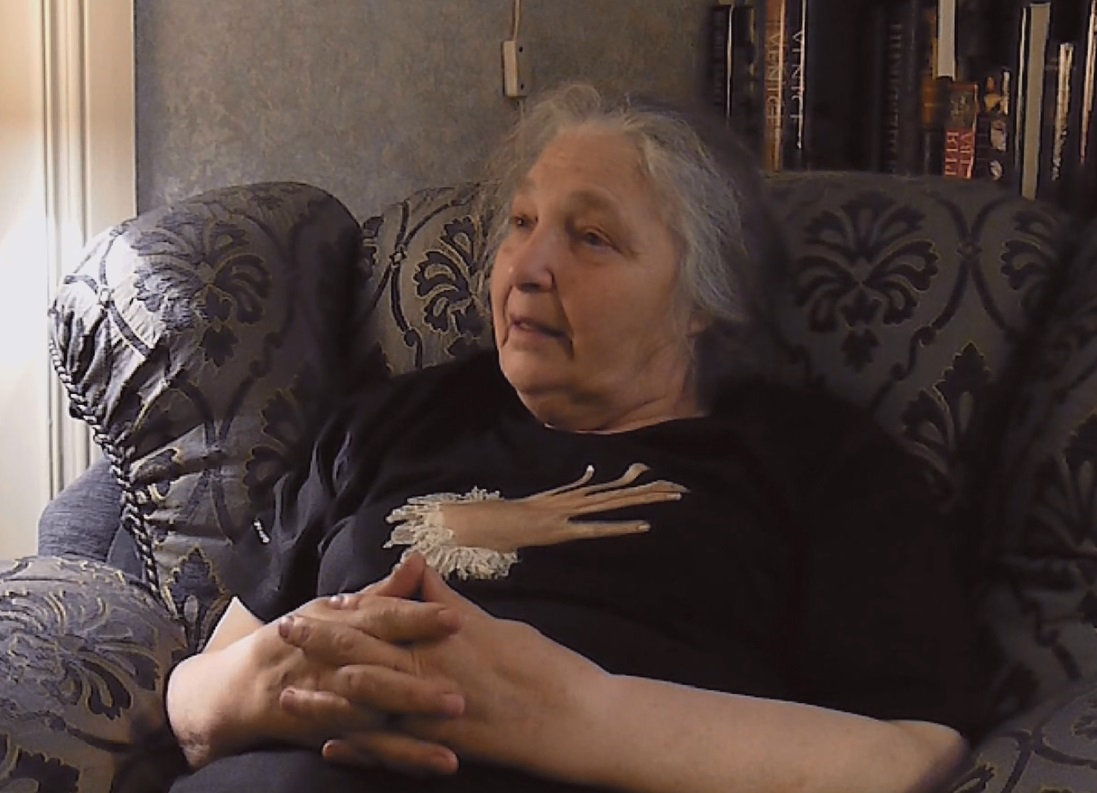
Wera Jewgenjewna Selinskaja (2013)

Wera Jewgenjewna Selinskaja (russisch Вера Евгеньевна Зелинская; * 26. August 1944 in Nowosibirsk; † 6. Juni 2021 in St. Petersburg) war eine sowjetische bzw. russische Szenen- und Kostümbildnerin.

## Leben
Selinskaja studierte an der Leningrader Wera-Muchina-Kunst-Gewerbe-Schule mit Abschluss 1971. Darauf arbeitete sie als Dekorationsmalerin im Leningrader Filmstudio Lenfilm.
Später arbeitete Selinskaja als Szenen- und Kostümbildnerin fürs Fernsehen und wurde 1984 Szenenbildnerin des Lenfilm. Auch arbeitete sie als Designerin für Innenräume. Sie war Mitglied des Verbands der Kinematographen der Russischen Föderation.
Selinskaja arbeitete bei 27 Filmen mit folgenden Regisseuren zusammen: Leonid Jakobson, Oleg Rjabokon, Waleri Podtschenko, Juri Mamjin, Alexander Sokurow, Sergei Seljanow, Alexander Rogoschkin, Alexei Balabanow, Waleri Ogorodnikow, Alexei Utschitel, Niko von Glasow, Juri Pawlow, Nikolai Lebedew, Sergei Solowjow, Wiktor Sokolow u. a.

## Ehrungen, Preise
- Staatspreis der Russischen Föderation (2001)[3]
- Nika (2018)
- Verdiente Künstlerin der Russischen Föderation (2019)[4]